# Grand Prix Júnior de Patinação Artística no Gelo na África do Sul
O Grand Prix Júnior de Patinação Artística no Gelo na África do Sul (muitas vezes intitulado: Skate Safari) é uma competição internacional de patinação artística no gelo de nível júnior. A competição é organizada pela União Internacional de Patinação (ISU), e disputado no outono, em alguns anos, como parte do Grand Prix Júnior de Patinação Artística no Gelo.

## Edições
| Ano  | Edição | Cidade sede    | Júnior | Júnior | Júnior | Júnior | Ref   |
| Ano  | Edição | Cidade sede    | M      | F      | P      | D      | Ref   |
| ---- | ------ | -------------- | ------ | ------ | ------ | ------ | ----- |
| 2008 | 1.ª    | Cidade do Cabo | •      | •      | –      | •      | [ 1 ] |

Legenda
- –  Evento não disputado neste ano

## Lista de medalhistas

### Individual masculino
| Evento                         | Ouro                              | Prata                | Bronze                |
| Cidade do Cabo 2008 (detalhes) | Richard Dornbush · Estados Unidos | Ivan Bariev · Rússia | Elladj Baldé · Canadá |

### Individual feminino
| Evento                         | Ouro                          | Prata                  | Bronze                        |
| Cidade do Cabo 2008 (detalhes) | Alexe Gilles · Estados Unidos | Diane Szmiett · Canadá | Amanda Dobbs · Estados Unidos |

### Dança no gelo
| Evento                         | Ouro                                               | Prata                                           | Bronze                                   |
| Cidade do Cabo 2008 (detalhes) | Madison Hubbell · Keiffer Hubbell · Estados Unidos | Piper Gilles · Zachary Donohue · Estados Unidos | Ksenia Monko · Kirill Khaliavin · Rússia |